# Steve Devine
Pour les articles homonymes, voir Devine.
Pas d'image ? Cliquez ici

a Compétitions nationales et continentales officielles uniquement.

b Matchs officiels uniquement.
Dernière mise à jour le 12 décembre 2018.
Stephen John Devine, né le 12 décembre 1976 à Boggabri en Australie, est un joueur de rugby à XV néo-zélandais évoluant au poste de demi de mêlée (1,76 m pour 85 kg). Il a joué avec les All-Blacks et avec les Blues au en Super 14.

## Biographie
En 1997 il a joué avec l'équipe d’Australie des moins de 21 ans. Puis il a déménagé en Nouvelle-Zélande et a poursuivi a carrière à Auckland.
En 2007, il a annoncé sa retraite sportive à 30 ans. Il souffrait de nombreux problèmes liés aux commotions cérébrales subies pendant sa carrière de joueur de rugby.

## Carrière

### Club et Province
- Franchise :  Blues, 1999-2007
- Province : Auckland, 1998-2007

### En équipe nationale
Il a disputé son premier test match le 23 novembre 2002 contre l'équipe du Pays de Galles et le dernier contre l'équipe de France, le 20 novembre 2003.
Devine a disputé trois matchs de la coupe du monde de rugby 2003, deux fois comme titulaire. Il participe également au Tri-nations 2003 qu'il remporte avec la Nouvelle-Zélande.

## Palmarès

### En club et province
- 70 matchs avec Auckland
- 70 matchs de Super 12/14

### En équipe nationale
- Nombre de matchs avec les Blacks : 10
- Matchs avec les Blacks par année : 2 en 2002, 8 en 2003
- Vainqueur du Tri-nations 2003
- Troisième de la Coupe du monde 2003

## Statistiques

### En équipe nationale
De 2002 à 2003, Steve Devine compte 10 sélections avec les All-Blacks. Avec les Kiwis, il dispute une Coupe du monde en 2003. Il participe à une édition du Tri-nations en 2003.